# DSB MY (I)
Die Baureihe DSB MY (I) besteht aus zwei dieselelektrischen Lokomotiven, die Danske Statsbaner (deutsch Dänische Staatsbahnen) 1957 und 1960 beschaffte, um Dampflokomotiven auf Hauptbahnen mit hoher Achslast zu ersetzen.

## Vorgeschichte
Zwischen 1954 und 1958 sowie zwischen 1964 und 1965 wurden 59 Lokomotiven des Typs MY (II) bei Nydqvist och Holm (NoHAB) in Schweden beschafft. Die dänische Firma A/S Frichs baute den mittleren Teil des Lokkastens, den Rahmen und die Drehgestelle. Dazu lieferten Thrige die Fahrmotoren und Titan den Hilfsgenerator und andere Teile. Der Dieselmotor treibt einen Generator, der Elektrizität für die Fahrmotoren erzeugt. Die Maschinen wurden sowohl für Güter- wie auch für Personenzüge eingesetzt. Aufgrund ihrer Achslast waren sie nicht freizügig einsetzbar, da verschiedene Nebenbahnen nur für eine geringe Achslast zugelassen waren.
Nach der Auslieferung der ersten Serie der in Schweden gebauten MY (II)-Lokomotiven kam politischer Druck auf, eine ähnliche dänische Diesellok zu entwickeln und zu bauen. So wurde im März 1954 ein Auftrag für die beiden Prototypen MY 1201 und 1202 erteilt, die 1955 geliefert werden sollten. Die technischen Vorgaben entsprachen denen der NoHAB-Maschinen.

## Technische Daten
Die Lokomotiven waren mit einem Dieselmotor von Burmeister & Wain ausgestattet, während  A/S Titan den Elektromotor herstellte. Die elektrische Steuerung wurde von Allmänna Svenska Elektriska Aktiebolaget (ASEA) gebaut.
Die Achsen wurden mit neu entwickelten Rollenlagern von Svenska Kullagerfabriken (SKF) geliefert. Die Lokomotiven wurden mit Hildebrandt-Knorr-Bremsen und mit Heizkesseln des US-Unternehmens Vapor-Clarkson wie die anderen MY-Lokomotiven ausgestattet.
Die erste Lokomotive, MY 1201, wurde mit fast zwei Jahren Verspätung am 30. März 1957 von A/S Frichs in Aarhus geliefert und vom 28. Juni  bis 3. Juli 1957 bei Probefahrten in Jütland und auf Fünen erprobt.
Die Testfahrten, die im Zusammenhang mit Übernahme der Lok durch DSB stattfanden, waren sehr umfangreich. Es wurden Güterzüge mit 1.000 Tonnen zwischen Nyborg und Frederikshavn sowie Schnellzüge mit 600 Tonnen von Nyborg nach Aarhus befördert. Dabei erreichten die Schnellzüge die vorgesehene Höchstgeschwindigkeit von 120 km/h bei Zuggewichten zwischen 300 und 500 Tonnen zwischen Nyborg und Frederikshavn sowie zwischen Frederikshavn und Aarhus.
Die Lokomotive wurde mit Expresszügen zwischen Aarhus und Nyborg mit Lokomotiven aus der Vorserie der MY 1101–1104 in Doppeltraktion gefahren und von diesen aus ferngesteuert. Die 1201 legte während der Testläufe eine Gesamtstrecke von etwa 3.000 km zurück und wurde dabei von einem großen Stab von Technikern sowohl von Vertretern der Lieferanten beobachtet.
Dabei wurde bei einer Probefahrt die erreichbare Höchstgeschwindigkeit von 143 km/h gefahren. Anschließend wurde die Lok am 30. Juli 1957 dem Betriebsdienst übergeben.
Nur kurze Zeit später wurde die 1201 umgangssprachlich als 1201½ bezeichnet. Hintergrund war die Tatsache, dass zum Betrieb zahlreiche Teile aus der 1202 entnommen werden mussten, da es Einzelstücke waren, für die im Bedarfsfall lange Lieferzeiten galten. So wurde die zweite Lok erst am 14. Juni 1960 dem Betriebsdienst übergeben. Mit Blick auf die äußere Form wurden, wegen der ausladenden Rundungen, die Spitznamen Marilyn (Monroe) und Gina (Lollobrigida) für die beiden Loks verwendet.

## Ausmusterung
Ob die Baureihe jemals alle ihre Kinderkrankheiten überwunden hatte, kann diskutiert werden, da sie einen sehr großen Teil ihrer kurzen Lebensdauer in der Werkstatt verbrachte. 1968 wurden beide Lokomotiven ausgemustert und 1971 verschrottet.